# N'Zalat
N'Zalat (arabiska: النزلات) är en ort i Marocko, som i folkräkningen räknas som stad i landskommunen N'Zalat Bni Amar. Den ligger i prefekturen Meknès och regionen Fès-Meknès, 130 km öster om huvudstaden Rabat. Antalet invånare var 1 144 vid folkräkningen 2014.